# Minaccia dagli Hukk
Minaccia dagli Hukk (The Glory Game) è un romanzo di fantascienza dello scrittore statunitense Keith Laumer pubblicato nel 1973.

## Storia editoriale
Il romanzo è stato pubblicato per la prima volta nel 1973 per la casa editrice Doubleday con il titolo The Glory Game. L'autore ha concepito l'opera con intento pedagogico, utilizzando l'ambientazione fantascientifica per muovere, in realtà, critiche alle trattative sul disarmo in corso nella Guerra del Vietnam.
In Italia il romanzo è stato pubblicato per la prima volta nel 1975 nella collana Urania.

## Trama
(Keith Laumer, Minaccia dagli Hukk)
Da decine di anni l'umanità si è diffusa nello spazio, colonizzando molti pianeti; durante l'espansione è venuta in contatto con una razza aliena, gli Hukk che, tecnologicamente inferiori, hanno beneficiato degli scambi scientifici per avvantaggiarsi, senza però farsi scrupolo di danneggiare gli interessi dei terrestri, anche attaccando militarmente alcune colonie. Le reazioni dei terrestri, governati da una fazione politica moderata, detta dei "Morbidi" è sempre stata tollerante, al contrario dell'opposizione dei realisti, detti "Duri" che vorrebbero l'annientamento dei rivali.
Tancredi Dalton è un giovane commodoro in carriera della Flotta spaziale terrestre, al comando dell'anziano ammiraglio Starbird. La flotta viene inviata per una missione di deterrenza nel sistema solare di Piranha dove si starebbe ammassando un ingente numero di astronavi Hukk. Prima della partenza Dalton viene avvicinato dal sottosegretario della Difesa Treech, appartenente alla fazione dei moderati, che lo mette in guardia contro un possibile ammutinamento della fazione militare dei Duri che avrebbero in mente di esautorare Starbird e ingaggiare la guerra contro gli Hukk al largo di Piranha. Dalton non parteggia per nessuna delle due fazioni e, indisposto dal comportamento non trasparente del sottosegretario, si rifiuta di accettare la sua proposta che lo vorrebbe contrapporre ai Duri. Treech, tuttavia, consegna a Dalton un documento, da utilizzare in caso di necessità, che lo autorizzerebbe ad assumere il comando della flotta. Durante la navigazione verso Piranha, Dalton intuisce che la flotta degli Hukk non è dove dovrebbe essere; si dirige quindi verso la Terra con le astronavi a lui affidate mentre il resto della flotta terrestre prosegue verso il punto previsto.
La "Grande Armada" degli Hukk, come previsto da Dalton, è al largo della Luna e sta per invaderla; il giovane commodoro solleva dal comando l'ammiraglio Starbird, assume la direzione delle forze terrestri e richiama il resto della flotta giunto nel frattempo nel sistema di Piranha dove, invece delle astronavi Hukk, trovano dei trasmettitori di segnali radio. Dalton ottiene, seppure con sfiducia, l'obbedienza dei due ammiragli "Duri", Borgman e Veidt, a lui superiori in grado, che lo minacciano di ripercussioni una volta terminata la missione. Con un bluff ben riuscito, Dalton convince il comandante della flotta Hukk, Saanch, ad arrendersi. Borgman e Veidt, giunti nei pressi della Luna, vorrebbero distruggere la flotta Hukk, ormai disarmata e continuare poi l'eccidio degli extraterrestri in tutte le loro colonie. Dalton, fedele alla parola data a Saanch, minaccia i due ammiragli terrestri di aprire il fuoco sulle loro astronavi, forte dell'appoggio Hukk, qualora avessero iniziato le ostilità. La vittoria terrestre ha una grande eco mediatica e Dalton ottiene la promozione ad ammiraglio. Treech vorrebbe arruolare Dalton nella sua fazione politica ma questi, non approvandomi i termini della tregua, che ritiene troppo  favorevoli agli Hukk, non è tuttavia d'accordo con la posizione troppo intransigente dei realisti. Messo all'angolo sia dalla fazione dei Duri della flotta terrestre, sia dai senatori Morbidi, è costretto a congedarsi.
Dalton accetta dal senatore realista Kelvin, il padre della sua fidanzata Arianne, l'incarico di occuparsi di riciclo di surplus militare e di astronavi dismesse sul pianeta Grassroots. Qui riesce a sventare un attacco Hukk. Il secondo tentativo degli extraterrestri di attaccare i terrestri è la prova che le politiche troppo permissive dei moderati erano sbagliate e che una tregua con gli Hukk non poteva prescindere dal loro disarmo controllato. Dalton ottiene la vittoria contro gli Hukk grazie alla collaborazione con un sergente terrestre, Brunt, in realtà un agente dei servizi segreti terrestri inviato su Grassroots per sorvegliare Dalton. Brunt promette a Dalton di intercedere per il suo reintegro nella flotta terrestre.

## Personaggi
Tancredi DaltonIl giovane commodoro della Marina spaziale terrestre.
Arianne KelvinLa fidanzata di Dalton, figlia del senatore Kelvin.
Rutheford KelvinSenatore a capo della "Commissione per i rapporti con le razze extraterrestri", appartenente alla fazione politica dei realisti.
Tubby TreechSottosegretario della Difesa, appartenente alla fazione dei moderati. Vuole ottenere la collaborazione di Dalton contro le mire guerrafondaie dell'opposta fazione politica dei realisti.
StarbirdL'anziano ammiraglio, comandante in capo della flotta terrestre. Viene destituito da Dalton durante un'incursione degli Hukk nello spazio lunare, in forza a speciali prerogative ottenute dal sottosegretario Treech.
BorgmanAmmiraglio appartenente alla fazione militare dei realisti, intenzionato a esautorare il comando della Flotta al Starbird e a perpetrare un genocidio degli Hukk
VeidtAmmiraglio appartenente alla fazione militare dei realisti.
SaanchPrimo ammiraglio degli Hukk, a capo della Grande Armada extraterrestre.
KetchumAnziano senatore dell'Yowa, appartenente alla fazione dei moderati, presidente della commissione d'inchiesta sull'attacco degli Hukk.
BruntAgente dei servizi segreti terrestri, inviato sul pianeta Grassroots per sorvegliare Dalton.

## Edizioni
- (EN) Keith Laumer, The Glory Game, 1ª ed., Garden City, Doubleday, gennaio 1973, ISBN 978-0-385-07380-6.
- Keith Laumer, Minaccia dagli Hukk, traduzione di Beata Della Frattina, Urania, n. 673, Milano, Mondadori, giugno 1975.
- (DE) Keith Laumer, Der Krieg mit den Hukk, traduzione di Susi-Maria Roediger, Terra Taschenbuch, n. 368, Dresda, Moewig, agosto 1984, ISBN 978-3-8118-3402-6.
- (SV) Keith Laumer, Striden om framtiden, traduzione di Peder Carlsson, Galax: äventyr i framtiden, n. 5, Stoccolma, Laissez faire, 1986, ISBN 978-91-7648-041-0.
- Keith Laumer, Minaccia dagli Hukk, traduzione di Beata Della Frattina, Classici Urania, n. 108, Milano, Mondadori, febbraio 1986.